# سرنجی خاکستری
سرنجی خاکستری (نام علمی: Pericrocotus divaricatus) یک پرنده گنجشک‌ساندر شرق آسیا است که وابسته به سردهٔ سرنجی‌ها از خانواده کوکوسنگ‌چشمان (Campephagidae) است. در حالی که بیشتر سرنجی‌ها دارای سایه‌های زرد، نارنجی و قرمز در پرهای خود هستند، این گونه تنها دارای رنگ‌های خاکستری، سفید و سیاه است. نر با صورت سفید و پسِ‌سر مشکی متمایز است، اگرچه ماده‌ها را می‌توان با ماده سرنجی دمگاه‌قهوه‌ای اشتباه گرفت. آنها در تاج‌پوش غذایابی می‌کنند، اغلب همراه با دیگر سرنجی‌ها و به گله‌های غذایابی چندگونه‌ای می‌پیوندند.

الگویی از نر